# Fortaleza Ram
A Fortaleza Ram (em sérvio:  Тврђава Рам / Tvrđava Ram) é um forte do século XV localizado em uma colina íngreme na margem direita do Danúbio, na vila de Ram, cidade de Veliko Gradište, leste da Sérvia. A fortaleza está situada em cima de uma rocha, que se inclina do lado nordeste em direção ao Danúbio. Acredita-se que a cidade foi erguida no lado oposto da fortaleza de Haram, que estava situada do outro lado do Danúbio e não deixou vestígios. As ruínas da cidade estão em boas condições.